# Jules Hoüel

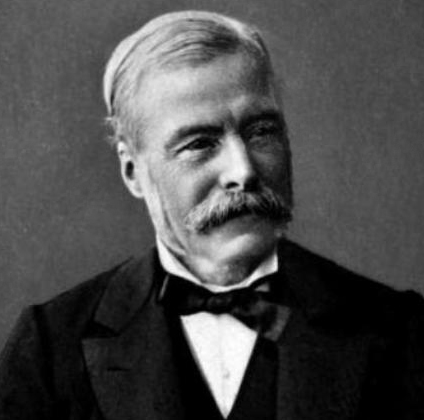
Jules Hoüel

Guillaume Jules Hoüel (* 7. April 1823 in Thaon; † 14. Juni 1886 in Périers-sur-le-Dan bei Caen) war ein französischer Mathematiker.

## Biografie
Hoüel besuchte das Lyzeum in Caen und das Collège Rollin und studierte ab 1843 an der École normale supérieure (Paris). Danach war er Lehrer in Bourges, Bordeaux, Pau, Alençon und Caen. 1855 wurde er an der Sorbonne promoviert mit einer Arbeit über Himmelsmechanik (Sur l'intégration des équations différentielles dans les problèmes de mécanique. Suivi de Application de la méthode de M. Hamilton au calcul des perturbations de Jupiter). Urbain Le Verrier versuchte ihn zu überzeugen, am Pariser Observatorium zu arbeiten, er zog es aber vor, in seine Heimatstadt Thaon zurückzukehren, wo er vier Jahre forschte. 1859 wurde er Professor für reine Mathematik in Bordeaux (Faculté de Science), was er bis zu seinem Tod blieb.
Nach Crowe bestand sein Verdienst hauptsächlich in seinen Lehrbüchern, die französische Landsleute mit geometrischen Ideen, der Verwendung komplexer Zahlen und deren Verallgemeinerungen wie denen von William Rowan Hamilton und Peter Guthrie Tait (Quaternionen), Giusto Bellavitis, Hermann Grassmann und Bernhard Riemann bekanntmachten, insbesondere aber über Nichteuklidische Geometrie. Hoüel hatte ein Talent für Sprachen, das ihm dabei zugutekam. Nachdem er selbst schon die Gültigkeit des Parallelenpostulats bezweifelt hatte und dazu 1863 einen Essay veröffentlichte (ohne die zwischenzeitlich durch Bolyai, Lobatschewski erzielten Fortschritte zu kennen), stieß er auf die Veröffentlichungen dazu im Ausland, insbesondere über die Behandlung bei Richard Baltzer in dessen Elemente der Mathematik, und veröffentlichte 1866 eine Übersetzung von Schriften von Nikolai Lobatschewski und Auszügen aus dem Briefwechsel von Carl Friedrich Gauss und Heinrich Christian Schumacher, worin sich auch Erörterungen zur nichteuklidischen Geometrie (Parallelenpostulat) finden. Er veröffentlichte auch einschlägige Arbeiten von Hermann von Helmholtz, Eugenio Beltrami, Riemann und János Bolyai. Die Werke des letzteren besorgte er sich über einen ungarischen Ingenieur (Franz Schmidt), mit dem er korrespondierte, und er regte diesen auch an, die Biografie von Bolyai zu schreiben.
Neben Lehrbüchern veröffentlichte er auch mathematische Tafelwerke wie Logarithmentafeln.

## Schriften
- Essai d’une exposition rationnelle des principes fondamentaux de la géométrie élémentaire, Archiv der Mathematik und Physik, Band 40, 1863, S. 171–211.
- Mémoire sur le développement des fonctions en séries périodiques au moyen de l'interpolation, Paris, Gauthier-Villars, 1864
- Etudes géométriques sur la théorie des parallèles, par Lobatschewsy, suivi d’un extrait de la correspondance de Gauss et de Schumacher, Mémoires de la Société des sciences physiques et naturelles de Bordeaux, Band 4, 1866, S. 83–128 (Übersetzung von Lobatschewski und Gauss-Schumacher)
- Essai critique sur les principes fondamentaux de la géométrie élémentaire ou commentaire sur les XXXII premiers propositions des Eléments d’Euclide, Paris 1867
- Recueil de formules et de tables numériques, Paris, Gauthier-Villars, 1868
- Sur le Calcul des équipollences : méthode d'analyse géométrique de M. Bellavitis, Paris, Gauthier-Villars, 1869
- Tables de logarithmes à cinq décimales : pour les nombres et les lignes trigonométriques, suivies des logarithmes d'addition et de soustraction ou logarithmes de Gauss et de diverses tables usuelles, Paris, Gauthier-Villars, 1871
- Notions élémentaires sur les déterminants, Paris, Gauthier-Villars, 1871
- Théorie élémentaire des quantités complexes, Paris 1867 bis 1874
- Éléments de la théorie des quaternions, Paris, Gauthier-Villars, 1874
- Cours de calcul infinitésimal, 4 Bände, Paris, 1878 bis 1881
- Considérations élémentaires sur la généralisation successive de l'idée de quantité dans l'analyse mathématique : suivi de remarques sur l'enseignement de la trigonométrie, Paris, Gauthier-Villars, 1883